# Дмитровка (Ровненская область)
Дмитровка (укр. Дмитрівка) — село в Бабинской сельской общине Ровненского района Ровненской области Украины.
До 2020 года входило в Гощанский район.
Население по переписи 2001 года составляло 400 человек. Почтовый индекс — 35430. Телефонный код — 3650. Код КОАТУУ — 5621286302.